# WarMUX

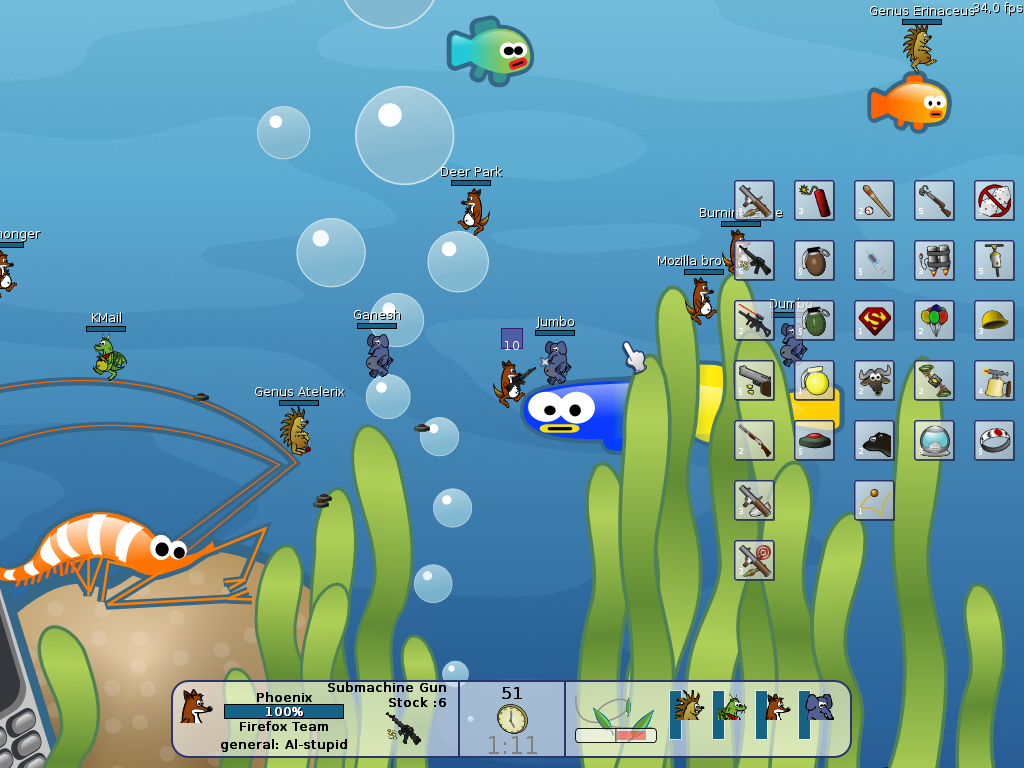
Wormux 0.79

WarMUX (до 21 ноября 2010 года — Wormux) — свободная компьютерная игра, сделанная по образу Worms (червяки заменены пингвинами, лисами и прочими талисманами проектов свободного и открытого программного обеспечения). Есть версии под Linux, *BSD, Mac OS X, Haiku и Microsoft Windows, Android. Входит в состав некоторых дистрибутивов Linux.

## Правила
Каждый из игроков (минимум 2, при игре на одном компьютере или по сети в Wormux 0.8), контролируя команду, которую он выбрал, должен уничтожить остальных, используя различные виды вооружения.

## Вооружение
В версии 0.8 доступны к использованию различные виды гранатомётов, автоматы, пистолеты, охотничьи ружья, снайперские винтовки, огнемёты, динамит, различные виды гранат, мины, ракеты SuperTux, бешеные антилопы и пр., а также бейсбольные биты и самоубийства. Также есть несколько спецсредств, помогающих передвигаться по картам: телепорты, реактивные ранцы, воздушные шарики и т. д.

## Стандартные команды
- Beastie (черти *BSD)
- Firefox (лисы)
- GNU (антилопы)
- Nupik (ежи Edenwall)
- Spip (белки)
- Tux (пингвины Linux)
- Wilber (вильберы GIMP)
- Konqi (драконы KDE)
- OOo (чайки OpenOffice.org)
- PHP (слоны)
- Pidgin (голуби)
- Snort (свинки)
- Thunderbird (буревестники)
- Workrave (овцы)
- Postfix (мыши, с версии 0.9.0)
- Hexley[2] (утконосы Darwin, с версии 0.9.0)
- Bugzilla (Багги, с версии 0.9.1)

и другие.

## Новое

### версия 0.8
- Доступна сетевая игра
- Искусственный интеллект (beta)

### версия 0.9
- Искусственный интеллект
- Улучшено качество сетевой игры

### версия 11.01
- Название изменено на «WarMUX»
- Версия указывает на год и месяц выпуска
- Игра портирована на Android, Symbian³ и Maemo